# Sheldan Nidle
Sheldan Nidle (New York, 11 november 1946) is de oprichter van de ufo-religie Ground Crew Project.
Nidle beweert dat hij reeds kort na zijn geboorte buitenaardse en ufo-ervaringen had.  Naar eigen zeggen werd hij benaderd door buitenaardsen van de planeet Sirius. Zijn ervaringen zouden bestaan uit gebeurtenissen als telepathische communicatie, onderricht aan boord van ruimtetuigen en het verkrijgen van kennis door buitenaardse implantaten.
In 1994 publiceerde hij het boek You're Becoming a Galactic Human, waarin hij een ontmoeting uit zijn jeugd beschrijft met buitenaardsen die in zijn achtertuin landden. Sinds 1955 beweert hij regelmatig met buitenaardse wezens te communiceren via telepathie en "directe kernkennisinbrengingen". Hij verklaart echter dat hij op 14-jarige leeftijd een einde maakte aan de buitenaardse communicatie omdat hij geacht werd zijn missie als "sterrenzaad van Sirius" te vervullen, en er te veel conflict was tussen aardse en buitenaardse kennis. Daarna werd hij vicevoorzitter van de Amateur Astronomen Club en werkte hij aan een film over Nikola Tesla.
Hij ging naar de Universiteit van Ohio en de Universiteit van Zuid-Californië, waar hij afstudeerde met een master in Zuidoost-Aziatische regering en een master in Amerikaanse politiek en internationaal openbaar bestuur. Na het begin van een doctoraalprogramma verliet hij dit om onderzoek te doen naar alternatieve energiebronnen. Hij beweert dat hij midden jaren '80 opnieuw werd benaderd door buitenaardse krachten, namelijk de Galactische Federatie, die hij nu vertegenwoordigt als docent.